# Tim van Rijthoven
Pour l’article homonyme, voir van Rijthoven.
Tim van Rijthoven, né le 24 avril 1997 à Rosendael, est un joueur de tennis néerlandais, professionnel depuis 2015.

## Carrière

### 2015 - 2021
Prometteur sur le circuit junior, il atteint la 13e place en 2015 avec pour meilleurs résultats un quart de finale à Wimbledon et une finale en double au championnat d'Europe avec Tallon Griekspoor en 2014.
Fin 2015, il remporte ses deux premiers titres en Futures en Turquie et en Grèce. En mars 2016, il parvient en demi-finale du Challenger de Drummondville. Après deux saisons difficiles marquées par des blessures, il renoue avec le succès en 2019 en s'imposant à Barnstaple, Andijan et Namangan, puis en disputant les demi-finales du Challenger de Kobe. En 2021, il est finaliste du Challenger de Ségovie et demi-finaliste à Biel.

### 2022: Premier titre à Bois-le-Duc et premier 1/8 en Grand Chelem
En juin 2022, alors classé 205e et titulaire d'une invitation, il crée la surprise lors du tournoi ATP de Bois-le-Duc où il bat le 14e mondial Taylor Fritz au second tour (69-7, 7-5, 6-4), puis enchaîne en écartant Hugo Gaston (7-62, 6-4) et la tête de série no 2 et 9e à l'ATP Félix Auger-Aliassime (6-3, 1-6, 7-65). Il gagne le tournoi à la surprise générale en battant le no 2 mondial Daniil Medvedev (6-4, 6-1) en 1 h 5 min.
Fin juin, il dispute le tournoi de Wimbledon et confirme son état de forme en ralliant la deuxième semaine. Il écarte Federico Delbonis, le géant Reilly Opelka, 18e joueur mondial, puis le Géorgien Nikoloz Basilashvili en trois sets. Il atteint pour la première fois de sa carrière les huitièmes de finale d'un Grand Chelem, il remporte un set face à Novak Djokovic, numéro 3 mondial, et s'incline en quatre sets (2-6, 6-4, 1-6, 2-6).

### 2023: Saison écourtée par les blessures
Van Rijthoven commence sa saison 2023 par une victoire sur le Roumain Radu Albot au tournoi de Pune (6-4, 6-4) mais est ensuite battu par le Russe Aslan Karatsev au bout de deux tie-breaks et 2h11 de jeu (67-7, 69-7). 
Il manque le reste de la saison à cause d'une blessure. En perdant les points remportés l'année suivante, il sort du top 500. 

### 2024: Retour à la compétition
Il manque les 6 premiers mois de compétitions. Il sort du top 1000 n'ayant plus aucun point au classement. Il fait son retour sur les terrains au début du mois de juin à Bois-le-Duc sur sa surface préférée, le gazon. Il y est battu dès le premier tour par Zizou Bergs (6-4, 6-3). 
Il fait aussi son retour aux qualifications du Tournoi de Wimbledon, il affronte au premier tour le japonais Yasutaka Uchiyama.

## Palmarès

### Titre en simple messieurs
| No | Date       | Nom et lieu du tournoi   | Catégorie | Dotation  | Surface      | Finaliste       | Score    |          |
| -- | ---------- | ------------------------ | --------- | --------- | ------------ | --------------- | -------- | -------- |
| 1  | 06-06-2022 | Libéma Open, Bois-le-Duc | ATP 250   | 648 130 € | Gazon (ext.) | Daniil Medvedev | 6-4, 6-1 | Parcours |

## Parcours dans les tournois duGrand Chelem

### En simple
| Année | Open d'Australie | Open d'Australie | Internationaux de France | Internationaux de France | Wimbledon     | Wimbledon      | US Open        | US Open     |
| ----- | ---------------- | ---------------- | ------------------------ | ------------------------ | ------------- | -------------- | -------------- | ----------- |
| 2022  | —                | —                | —                        | —                        | 1/8 de finale | Novak Djokovic | 2e tour (1/32) | Casper Ruud |

N.B. : à droite du résultat se trouve le nom de l'ultime adversaire.

## Victoires sur le top 10
Toutes ses victoires sur des joueurs classés dans le top 10 de l'ATP lors de la rencontre.
| Légende      |
| Grand Chelem |
| Masters 1000 |
| 500 Series   |
| 250 Series   |
| Coupe Davis  |

| # | T.v.R. | Tournoi     | Année | Surface | Adversaire            | Rang | Tour   | Score          |
| - | ------ | ----------- | ----- | ------- | --------------------- | ---- | ------ | -------------- |
| 1 | no 205 | Bois-le-Duc | 2022  | Gazon   | Félix Auger-Aliassime | no 9 | 1/2    | 6-3, 1-6, 7-65 |
| 2 | no 205 | Bois-le-Duc | 2022  | Gazon   | Daniil Medvedev       | no 2 | Finale | 6-4, 6-1       |

## Classements ATP en fin de saison
| Année          | 2014 | 2015 | 2016 | 2017 | 2018 | 2019 | 2020 | 2021 | 2022 |
| Rang en simple | 1132 | 600  | 389  | 1120 | 483  | 293  | 344  | 254  | 114  |
| Rang en double | 1488 | –    | 338  | –    | –    | 554  | 588  | 260  | 541  |

Source : (en) Classements de Tim van Rijthoven sur le site officiel de la Fédération internationale de tennis